# Jelení hora (Krušné hory)
Jelení hora (německy Haßberg) je 993 metrů vysoký nefelinitový kopec v Krušných horách a nejvyšší bod geomorfologického okrsku Přísečnická hornatina. Leží přibližně půldruhého kilometru na východ od vodní nádrže Přísečnice a zhruba stejně daleko na jihovýchod od Kryštofových Hamrů.
Často udávaná výška 994 m je výškou geodetického bodu (přesněji 993,71 m) tvořeného obetonovaným kamenným hranolem čnějícím docela vysoko nad terén.
Vrch je pozůstatkem neovulkanického lávového příkrovu s mírně ukloněnou vrcholovou plošinou a příkrými svahy. Nefelinit vychází na povrch ve vrcholové části vázané na hlavní přívodní dráhu magmatu. Druhý horninový výchoz se nachází asi 250 metrů severozápadně od vrcholu a má podobu krátké žíly s rozměry 5 × 30 metrů, která pravděpodobně byla vedlejší přívodní dráhou magmatu. Na výchozu se projevuje sloupcová odlučnost horniny. Šestiboké sloupce, ukloněné pod úhlem 45° k jihovýchodu, mají strany široké až třicet centimetrů a dosahují výšky čtyři až pět metrů. Jelení hora navazuje na linii Malého, Středního a Velkého Špičáku. Je tedy možné, že přívodní dráhy všech těles mají společný tektonický základ.
Přímo na vrchol vede žlutě značená  turistická trasa, která je odbočkou z červeně značené  trasy z Nové Vsi do Měděnce. Po severozápadním úbočí vede modře značená  trasa z Vejprt přes Černý Potok a hráz přísečnické nádrže a souběžně s ní také cyklotrasa č. 23.